# Pacheco Neves
Joaquim Pacheco Neves (Vila do Conde, 11 de junho de 1910 - 19 de janeiro de 1998) foi um médico, cronista, romancista, dramaturgo, memorialista e editor português, autor de uma vasta obra galardoada com vários prémios nacionais.

## Biografia
Foi em Vila do Conde que nasceu Joaquim Pacheco Neves, filho do farmacêutico Tadeu Eurico Pereira Neves e Maria da Conceição Maia Pacheco Neves.
Em 1932 termina a licenciatura em Medicina, na cidade do Porto, com 16 valores.
No ano 1934 é nomeado Presidente da Comissão Municipal que dirige a Câmara Municipal de Vila do Conde voltando, na década de 40, a ser autarca, desta vez ocupando o cargo de Vice-Presidente da Câmara e, interinamente, Presidente da Câmara.  
Em 1938 especializa-se em estomatologia no Hospital de Santo António, no Porto, sendo que nessa altura ingressa como médico nos Serviços Sociais.
Um ano mais tarde, com a morte o seu irmão, ocupa o consultório na Rua da Junqueira, na Póvoa de Varzim, onde trabalharia até 1975. 
Em 1935 funda com o seu Pai o Jornal Novo Rumo que será publicado até 1936 e onde terá colaborado com cerca de duas dezenas de artigos. Nesse mesmo ano é nomeado médico da Companhia dos Caminhos de Ferro do Norte de Portugal.
Em 1946 casa-se com Maria Leonor Lacerda Pinheiro Pacheco Neves de quem tem quatro filhos, Teresa, Isabel, Madalena e Jorge.
Em 1952 fundou as edições Ser através da qual viriam a ser publicados vários escritos literários, nomeadamente José Régio, como Jacó e o Anjo e o terceiro volume de “A Velha Casa”, entre outros autores.
Em 1985 abandona toda a atividade profissional como médico e aposenta-se dos serviços médico-sociais. Até esse ano terá acumulado a sua atividade literária com a profissional.

### Os cafés e as tertúlias
Durante vários anos Joaquim Pacheco Neves fez parte da Tertúlia que reunia semanalmente no Diana-Bar da Póvoa de Varzim, ou no restaurante Marisqueira em A-Ver-o-Mar, o "Grupo dos Sábados" a que compareciam regularmente Manuel de Oliveira, José Régio, Luís Amaro de Oliveira, João Francisco Marques, Orlando Taipa, Flávio Gonçalves e Agustina Bessa-Luís.

## Obras publicadas (Contos, Romances e Novelas)
1941 - Contos Macabros
1942 - Como Nasce o Ódio 
1942 - Contos Sombrios
1952 - História Breve Duma Vida Longa
1956 - Sinfonia Burlesca
1957 - Pechblenda e Outros Contos
1962 - Histórias Picaras
1964 - O Silêncio e a Vida
1966 - História do Anoitecer
1972 - História do Desespero
1973 - História da noite Escura
1975 - O Bairro do Cemitério
1976 - Histórias de Ciúmes
1977 - História Duma Mulher Perdida
1978 - Histórias de Pobres
1979 - As Aventuras de João Feijão
1982 - Histórias do Desencanto
1992 - Histórias do Nunca Mais
1994 - O Conventinho de Atei
1995 - O Meu Amigo Alfredinho
1996 - Contos do Amanhã
1996 - O Primeiro Amor de Lamartine
1998 - Diana a do Paço Velho (edição póstuma)
1998 - O Sonho e a Realidade (edição póstuma)
2002 - Hotel das Termas (edição póstuma)

### Com o pseudónimo André Baldaia
1976 - Isquemia - Memórias de um cardíaco
1977 - Cirurgia - Memórias de um operado

### Teatro
1980 - A Lenda da Berengária 
1981 - O Conde Duque de Olivares
1981 - Bobby Sands
1987 - Fanny
1988 - Anton Tchekhov
1990 - D. João II
1990 - Camilo ultimas horas
1990 - Bartolomeu Dias
1990 - Camilo no Cárcere
1992 - Marylin 
1992 - A Morte de Sócrates
1995 - Esquizophenia
1996 - O primeiro Amor de Lamartine

### José Régio
1978 - Evocações de José Régio (Doença e a Morte)
1989 - Os desenhos de Régio

### História de Vila do Conde
1941 - Em redor do Mosteiro
1982 - Mosteiro de Santa Clara de Vila do Conde
1984 - Desembarque dos Liberais
1987 - Vila do Conde

### Autobiografia
Luis Afonso Baldaia - O Despertar   
Luis Afonso Baldaia - O Amanhecer 
Luis Afonso Baldaia - O Começar 
Luis Afonso Baldaia - O Continuar  

### Outras publicações
1943 - Em Cada Vida (conto inserido na analogia publicada pela Portugália Editora) 
1983 - O Padrinho de Santos Graça (in actas do Colóquio Santos de Etnografia Marítima,1983)  
1984 - Círculo Católico de Operários de Vila do Conde. Breve História.        

### boletim da Câmara Municipal de Vila do Conde
•	1972 - Monçaide, o Mouro
•	1987 - O Dr. Flávio Gonçalves 
•	1988 - A Igreja Matriz de Vila do Conde
•	1989 - António de Mariz Carneiro
•	1989 - As Alfândegas de Vila do Conde
•	1989 - Evaria Hoenderop
•	1989 - Nos Cem anos do Nascimento do Dr. Jorge Faria 
•	1989 - Quaderninho do Mosteiro 
•	1989 - A Cruz Processional de Formariz
•	1990 - Camilo em Vila do Conde
•	1990 - Quatro Pequenos estudos sobre José Régio 
•	1990 - Os Passeios e as Viagens do Abade Sousa Maia
•	1990 - Dois Óleos de Régio 
•	1991 - A Casa Onde Morou Antero
•	1991 - Os treze sonetos de Vila do Conde
•	1991 - O Auditório
•	1991 - O Laré, escritor
•	1992 - Breve estudo sobre os azulejos de Vila do Conde
•	1992 - Sobre a Beatificação dos fundadores 
•	1993 - Os São Joões da Igreja Matriz
•	1993 - José Régio – 23 anos depois
•	1993 - Comentários a uns comentários
•	1993 - O Padre José Praça
•	1993 - Páginas de Memórias
•	1993 - Monsaraz, Terra esquecida
•	1994 - José Régio – Primeiros Versos / Primeiras Prosas 
•	1994 - Páginas de Memórias
•	1994 - O Mosteiro Flor da Rosa
•	1994 - História de uma nota de mil escudos
•   1994 - Páginas de Memórias 
•   1994 - O Mosteiro da Flor da Rosa	
•	1995 - Lurdinhas
•	1996 - Jogos Florais
•	1996 - A Capela Mor da Igreja Matriz
Escreveu para várias publicações periódicas: Novo Rumo, Renovação, Voz do Ave, Jornal de Vila do Conde, Jornal o Médico, O Médico, O Comércio do Porto, O Primeiro de Janeiro, Independência, O Século, Beira - Vouga, entre outros.

## Reconhecimento
1990 - Recebe, da Câmara de Vila do Conde, a medalha de mérito Municipal por relevantes serviços prestados na área da Literatura.  
1998 - O Conselho Regional do Norte da Ordem dos Médicos homenageia o Escritor colocando uma placa evocativa na biblioteca do Escritor Médico.   
2011 - A Câmara Municipal de Vila do Conde inaugurada uma avenida em Vila do Conde com o seu nome.  
2011 - O Círculo Católico de Operários de Vila do Conde abriu, na sua sede, uma sala dedicada a este escritor Vilacondense onde procurou reconstituir o ambiente do seu escritório.  
2011 - O Círculo Católico de Operários de Vila do Conde criou um premio literário em sua memória.        

## Obras premiadas
•   Histórias do Desespero - Prémio Fialho d´Almeida, Associação Portuguesa de Escritores Médicos 
•	Histórias de Pobres - Prémio Ricardo Malheiro, Academia das Ciências de Lisboa
•	A Lenda da Berengária - Prémio Marcelino Mesquita, Associação Portuguesa de Escritores Médicos
•	Marylin - Premio Marcelino Mesquita, Associação Portuguesa de Escritores Médicos
•	Fanny - Prémios CITAP e Marcelino Mesquita, Associação Portuguesa de Escritores Médicos
•	Bobby Sands - Prémio Seiva Trupe 